# Andrzej Gąsiorowski (samorządowiec)
Andrzej Lechosław Gąsiorowski (ur. 23 sierpnia 1954 w Słupsku) – polski działacz samorządowy oraz społeczny, burmistrz Chojnic w latach 1993–1998.

## Wykształcenie
Ukończył studia magisterskie na kierunku administracji na Wydziale Prawa i Administracji Uniwersytetu Gdańskiego. W kolejnych latach uzupełnił swoje wykształcenie na studiach podyplomowych z zakresu administracji (w Centrum Podyplomowego Kształcenia Pracowników Administracji Państwowej w Warszawie), prawa podatkowego, jak również organizacji pomocy społecznej (Uniwersytet Mikołaja Kopernika w Toruniu).

## Kariera zawodowa
Od 1980 r. pracownik administracji państwowej w Urzędzie Wojewódzkim w Słupsku, a następnie w Urzędzie Gminy w Dębnicy Kaszubskiej na stanowisku Sekretarza Urzędu Gminy. W sierpniu 1990 r. powołany na stanowisko Sekretarza Miasta w Urzędzie Miejskim w Chojnicach, gdzie brał udział w organizowaniu struktury nowej władzy samorządowej.
Od 28 czerwca 1993 r. do 9 listopada 1998 r. burmistrz Chojnic. Jako zarządzający miastem przez ponad 5 lat, inicjator i mecenas wielu imprez kulturalnych i sportowych dla mieszkańców miasta. Podczas swoich kadencji dbał również o realizację inwestycji infrastrukturalnych, niezbędnych dla poprawienia życia mieszkańców miasta oraz likwidacji znacznych zaległości w tym zakresie.
Jako burmistrz Andrzej Gąsiorowski przyczynił się do: przekazania przez ówczesną Gminę Miejską Chojnice budynków i sfinansowania ze środków Miejskiego Ośrodka Pomocy Społecznej remontów i zakupu wyposażenia Domu Samotnej Matki „Dar Życia”, uruchomienia Schroniska dla Bezdomnych Mężczyzn oraz Domu Dziennego Pobytu dla osób starszych i samotnych. Jeden z inicjatorów i bardzo aktywny uczestnik procesu wznowienia budowy szpitala (1996-2001 oddanie do użytku) i budowy Zespołu Szkół Specjalnych w Chojnicach (2000–2005 oddanie do użytku segmentu dydaktycznego, 2006 r. budowa sali gimnastycznej).
Od listopada 2006 r. dyrektor Powiatowego Centrum Pomocy Rodzinie w Chojnicach.

## Działalność społeczna i samorządowa
Aktywista społeczny. Od 1998 r. Przewodniczący Samorządu Mieszkańców Osiedla Nr 9 w Chojnicach. Współzałożyciel i wiceprezes organizacji pożytku publicznego – Stowarzyszenie Inicjatyw Społecznych „SAMORZĄDNI”, która jest prężną organizacją, aktywnie uczestniczącą w życiu politycznym i społeczno-gospodarczym na terenie Powiatu Chojnickiego, która m.in. poprzez spotkania z młodzieżą propaguje idee samorządności. Współzałożyciel i prezes Towarzystwa Przyjaciół Muzeum Historyczno – Etnograficznego w Chojnicach, które wspiera Muzeum w pozyskiwaniu eksponatów i środków na jego działalność.
W 2000 r. jeden z założycieli Europejskiego Stowarzyszenia POMERANIA, organizacji, której celem jest propagowanie idei solidaryzmu i współpracy europejskiej, rozwoju kontaktów naukowych i kulturalnych pomiędzy mieszkańcami Europy oraz budowy autentycznej platformy „Wspólnego Europejskiego Domu”, a także propagowanie wiedzy na temat polskich i unijnych rozwiązań prawnych.
Jest propagatorem idei honorowego krwiodawstwa i honorowym dawcą krwi (z oddanymi ok. 25 litrami krwi). Odznaczony w 1992 r. Złotym Krzyżem Zasługi, a także odznakami i medalami honorowymi Polskiego Czerwonego Krzyża.
W 2005 r. odznaczony za swoją wieloletnią działalność zawodową i społeczną Krzyżem Kawalerskim Orderu Odrodzenia Polski.